# Mohawk Valley Comets (NAHL)
Die Mohawk Valley Comets waren ein US-amerikanisches Eishockeyfranchise der North American Hockey League aus Utica, New York.  

## Geschichte
Die Mohawk Valley Comets wurden 1973 als Franchise der erstmals ausgetragene North American Hockey League gegründet. In den vier Spielzeiten ihres Bestehens kamen die Comets nie über die erste Runde der Playoffs um den Lockhart Cup hinaus. Nachdem die Liga im Anschluss an die Saison 1976/77 aufgelöst wurde, stellten auch die Mohawk Valley Comets den Spielbetrieb ein.
Von 1985 bis 1987 spielte ein gleichnamiges Team in der Atlantic Coast Hockey League. 

## Saisonstatistik
Abkürzungen: GP = Spiele, W = Siege, L = Niederlagen, T = Unentschieden, OTL = Niederlagen nach Overtime SOL = Niederlagen nach Shootout, Pts = Punkte, GF = Erzielte Tore, GA = Gegentore, PIM = Strafminuten
| Saison  | GP | W  | L  | T | OTL | SOL | Pts | GF  | GA  | Platz    | Playoffs                       |
| 1973/74 | 74 | 20 | 52 | 2 | —   | —   | 42  | 240 | 385 | 7., NAHL | nicht qualifiziert             |
| 1974/75 | 74 | 31 | 38 | 5 | —   | —   | 67  | 312 | 346 | 6., NAHL | —                              |
| 1975/76 | 74 | 30 | 40 | 4 | —   | —   | 64  | 306 | 354 | 3., East | Niederlage in der ersten Runde |
| 1976/77 | 74 | 29 | 42 | 3 | —   | —   | 61  | 316 | 387 | 6., NAHL | Niederlage in der ersten Runde |